# Luise Haarer
Luise Haarer (* 1892 in Bopfingen; † 1976 in Herrenberg) war eine deutsche Hauswirtschaftslehrerin und Kochbuchautorin.

## Leben und Wirken
Luise Haarer entstammte einer schwäbischen Pfarrersfamilie. Nach dem frühen Tod des Vaters verzog die Familie um 1907 von Kirchheim am Ries nach Urach, wo Luise eine Frauenarbeitsschule besuchte. Später reiste sie nach England und wurde dort Haustochter in einer Familie. Ihr Verlobter fiel im Ersten Weltkrieg. Nach ihrer Heimkehr 1917 legte sie im Hauswirtschaftlichen Seminar des Schwäbischen Frauenvereins die Prüfung zur Hauswirtschaftslehrerin ab. Ab 1923 war sie Leiterin der hauswirtschaftlichen Berufsschule in Esslingen am Neckar. 
Haarer unterstützte die eugenischen Maßnahmen während der Zeit des Nationalsozialismus. So meldete sie als Lehrerin 1934 gemeinsam mit einer Kollegin eine ihrer Schülerinnen der Mädchenvolksschule in Esslingen zur Zwangssterilisation, da dieses Mädchen in ihren Augen auffallendes Verhalten und geringe Leistung zeigte. 1934 wurde sie Mitglied der NSV, 1936 der NS-Frauenschaft und 1937 der NSDAP. Aussagen darüber finden sich in ihrer Spruchkammerakte. 1935 berief das NS-Kultusministerium sie zur hauptamtlichen Fachberaterin für den hauswirtschaftlichen Unterricht. Später wurde sie Regierungsrätin im württembergischen Kultusministerium. Sie entwarf Lehrpläne für hauswirtschaftliche Schulen und wirkte in der Lehrerbildung und -fortbildung. 
1957 wurde Haarer in den Ruhestand verabschiedet. Sie blieb ledig und lebte später mit der Handarbeitslehrerin Helene Rösch zusammen. Sie starb 1976 im Heim Abendruhe in Herrenberg.
Der Lebensweg von Luise Haarer war eng mit dem Erfolg ihres Kochbuches verwoben. 1932 wurde ihr Kochbuch Kochen und Backen nach Grundrezepten erstmals aufgelegt. Ende der 1930er Jahre hatte sie einen Urheberrechtsstreit mit Cornelia Kopp (1887–1974) um die Idee der „Grundrezepte“. Kopp hatte 1931 ein Werk Grundrezepte als Schlüssel zur Kochkunst herausgeben. 
Nach Haarers Tod wurde 1976 in Stuttgart die Frauenfachschule in Luise-Haarer-Schule Schulzentrum für Hauswirtschaftliche Berufe umbenannt.

## Werk
Luise Haarers Kochbuch baut auf der Idee des Grundrezeptes auf, welches dann nach Geschick und wirtschaftlichen Möglichkeiten variiert wird. Das Werk wurde zum „schwäbischen Nationalkochbuch“. Es ist mit seinen vielfältigen Ratschlägen jedoch keine reine Rezeptsammlung, sondern eine Art Sitten- und Anstandsbuch, welches die Tugenden der Nützlichkeit, Sauberkeit, Bescheidenheit, Fleiß und Sparsamkeit in der Kochkunst vermittelt. So gibt es Spartipps („Praktische Winke zum Sparen“), Rezepte zur Resteverwertung und regionale schwäbische Gerichte. Das Kochbuch repräsentiert den schwäbischen Sozialcharakter und war außerhalb von Württemberg so gut wie nicht verkäuflich. Eine so genannte „südostdeutsche Ausgabe“ für Österreich im Jahre 1940 blieb ein Ladenhüter.
Als Schulkochbuch und Kochbuch für Landwirtschaftsschulen, Berufsschulen und Seminare ist das Buch bis heute weit verbreitet.